# Монтебуоно
Монтебуоно (італ. Montebuono) — муніципалітет в Італії, у регіоні Лаціо,  провінція Рієті.
Монтебуоно розташоване на відстані близько 55 км на північ від Рима, 23 км на захід від Рієті.
Населення — 883 особи (2014).
Покровитель — San Vincenzo Ferreri.

## Демографія
Населення за роками:

Станом на 1 січня 2023 року в муніципалітеті офіційно проживали 72 іноземці з 17 країн, серед них 48 громадян країн Євросоюзу.

## Сусідні муніципалітети
- Кальві-делл'Умбрія
- Коллевеккьо
- Мальяно-Сабіна
- Тарано
- Торрі-ін-Сабіна